# Tablas dinámicas
Las tablas dinámicas, también llamadas pivot tables, son una herramienta para análisis de bases de datos (BD). Se encargan de resumir y ordenar la información contenida en la BD.
Permiten analizar sólo una porción de la BD, es decir, con una BD con gran cantidad de campos o columnas, ayudan a visualizar únicamente la información relevante, con lo que el análisis se torna más sencillo.
Las tablas dinámicas están basadas en dos conceptos: sumarización y rotación:

## Sumarización
Se refiere a la capacidad de resumir datos del mismo tipo y con los mismos atributos.
Sumarizacion es aquel nombre que nos sirve para identificar una tabla dinámica de dos o más columnas y tres filas donde haya conjugaciones de celdas.

## Rotación
Es la posibilidad de colocar, quitar y mover cualquier cantidad de campos en cualquier posición que se requiera, siempre y cuando estos campos estén contenidos en la base de datos.